# Moundville (Alabama)
Moundville es un pueblo ubicado en los condados de Hale y Tuscaloosa en el estado estadounidense de Alabama. En el año 2000 tenía una población de 1809 habitantes y una densidad poblacional de 175,6 personas por km².

## Geografía
Moundville se encuentra ubicado en las coordenadas 32°59′55″N 87°37′34″O / 32.99861, -87.62611. Según la Oficina del Censo, la localidad tiene un área total de 10,3 km² (4 mi²), de la cual 10,2 km² (3,9 mi²) es tierra y 0,1 km² (0 mi²) (1.00%) es agua.

## Demografía
Según la Oficina del Censo en 2000 los ingresos medios por hogar en la localidad eran de $31,944, y los ingresos medios por familia eran $36,000. Los hombres tenían unos ingresos medios de $30,625 frente a los $25,231 para las mujeres. La renta per cápita para la localidad era de $13,014. Alrededor del 24,6% de la población estaban por debajo del umbral de pobreza.